# باتريسيو اسكوبار
باتريسيو اسكوبار (بالإسبانية: Patricio Escobar)‏ (و. 1843 – 1912 م) هو سياسي من باراغواي .
تولى منصب رئيس الباراغواي .وهو عضو في حزب كولورادو .